# パン・リージョン理論
パン・リージョン理論（英語: Pan-region）とは、世界を4つのブロックに分けて軍事戦略と勢力均衡を企てるというカール・ハウスホーファーが提唱した理論である。

## 語源

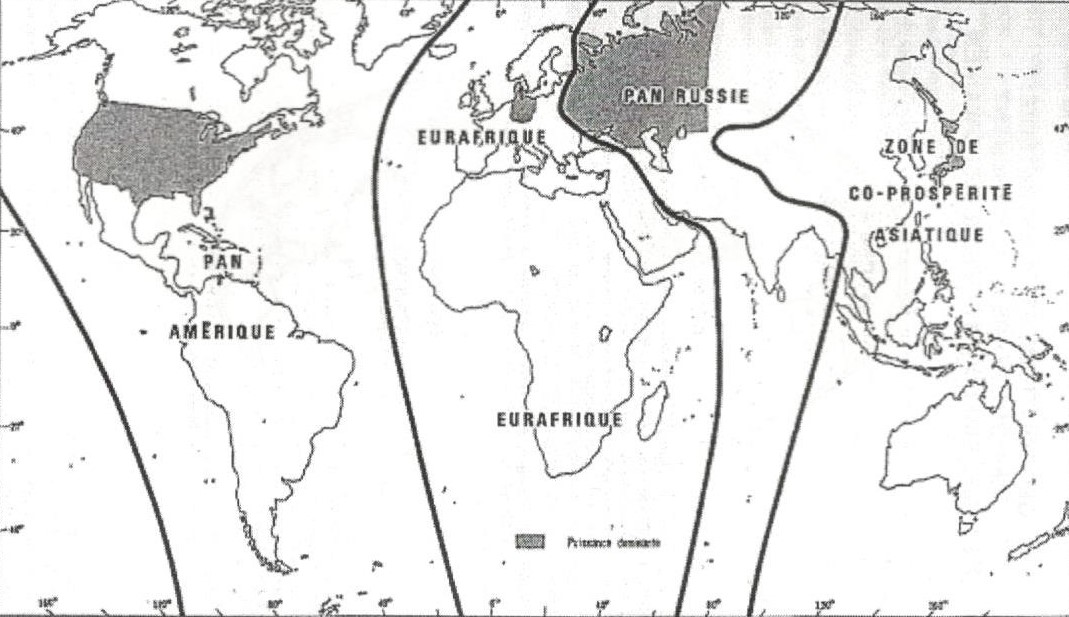
パン・リージョン理論によって分けられた4つの地域区分

この理論はドイツの地理学者・地政学者であったカール・エルンスト・ハウスホーファーによって提唱され、戦間期の地政学やドイツの外交政策に貢献した。この世界を4つの列強であるユーラフリカ（ヨーロッパとアフリカ）率いるドイツ（汎ユーラフリカ）、中央アジア率いるソビエト社会主義共和国連邦（汎ロシア）、東亜率いる大日本帝国（汎アジア）、南北アメリカ率いるアメリカ合衆国（汎アメリカ）による指導で経済、政治、文化的に分けようと考えた理論である。これらの列強諸国による勢力圏の支配は、経済や政党連合の発展が見込まれた。

## 歴史的実例
歴史上、この世界は3つの勢力圏に分かれていたが、第二次世界大戦後に様々な地域を支配していた大日本帝国やナチス・ドイツの勢力圏は他の国の成功と共に減少していった。例えば、ドイツのヨーロッパ支配は欧州連合の発展と他の外国勢力の出現を許し、日本も同様に東亜の経済的支配を失い成長中の中国の経済の出現を許した。